# Spomladanska torilnica
Spomladanska torilnica (znanstveno ime Omphalodes verna) je zelnata trajnica iz družine srhkolistovk (Boraginaceae), ki je dokaj razširjena v Evropi.

## Opis in razširjenost
Spomladanska torilnica doseže v višino med 20 in 30 cm in ima močno plazečo koreniko. Spomladi iz nje požene cvetno steblo, na vrhu katerega je v socvetjih zbranih od 3 do 5 nebesno modrih cvetov z belimi ali rumenimi petkrakimi središči. Posamezen cvet ima premer med 7 in 15 mm, pet venčnih listov pa je na drugi tretjini zraščenih. Rastlina cveti od marca do maja.
Dolgopecljati jajčasti pritlični listi s srčastim dnom so izrazito mrežasto žilnati in so dolgi okoli 30, široki pa okoli 20 mm. Cela rastlina je porasla s štrlečimi, togimi dlakami.   
Štiridelni, s čašico obdani plod pokovec je dolg okoli 2 mm.
Spomladansko torilnico ponekod sadijo kot okrasno rastlino, v naravi pa je prisotna v osrednji in jugovzhodni Evropi, pa tudi v Kanadski provinci Quebec, kjer najbolje uspeva v hladnih gorskih gozdovih in grmičenatih planjavah od 0 do 1300 metri nad morjem. Najbolj ji ustreza vlažna peščena ali ilovnata podlaga.

## Galerija
- Rastlina
- Rastline
- Cvetovi
- Cvetovi
- Listi